# スキージャム勝山
スキージャム勝山（スキージャムかつやま、SKIJAM）は、福井県勝山市芳野にある西日本最大級のスキー場である。1993年12月23日に開業。運営は東急グループの東急リゾーツ&ステイ。愛称は「スキージャム」もしくは「ジャム勝」。

## 概要

### スキー場
ゲレンデは、主に3つの区域に分かれている。
バラエティサイト：初級者 - 中級者用
標高610-960 m
九頭竜川の雄大な流れを眺めながら滑れるロングコース。
ファンタジーサイト：中級者用
標高920-1,240 m
ブナやダケカンバなどの樹々に囲まれたロングコース。
イリュージョンサイト：中級者 - 上級者用
標高920-1,320 m
20度前後の傾斜が続くコースやハードなコブ斜面など多彩なセッティング。最も山頂に近い。
宿泊施設として、会員制リゾート「東急ハーヴェストクラブ」の「東急ハーヴェストクラブ・スキージャム勝山」が併設する。

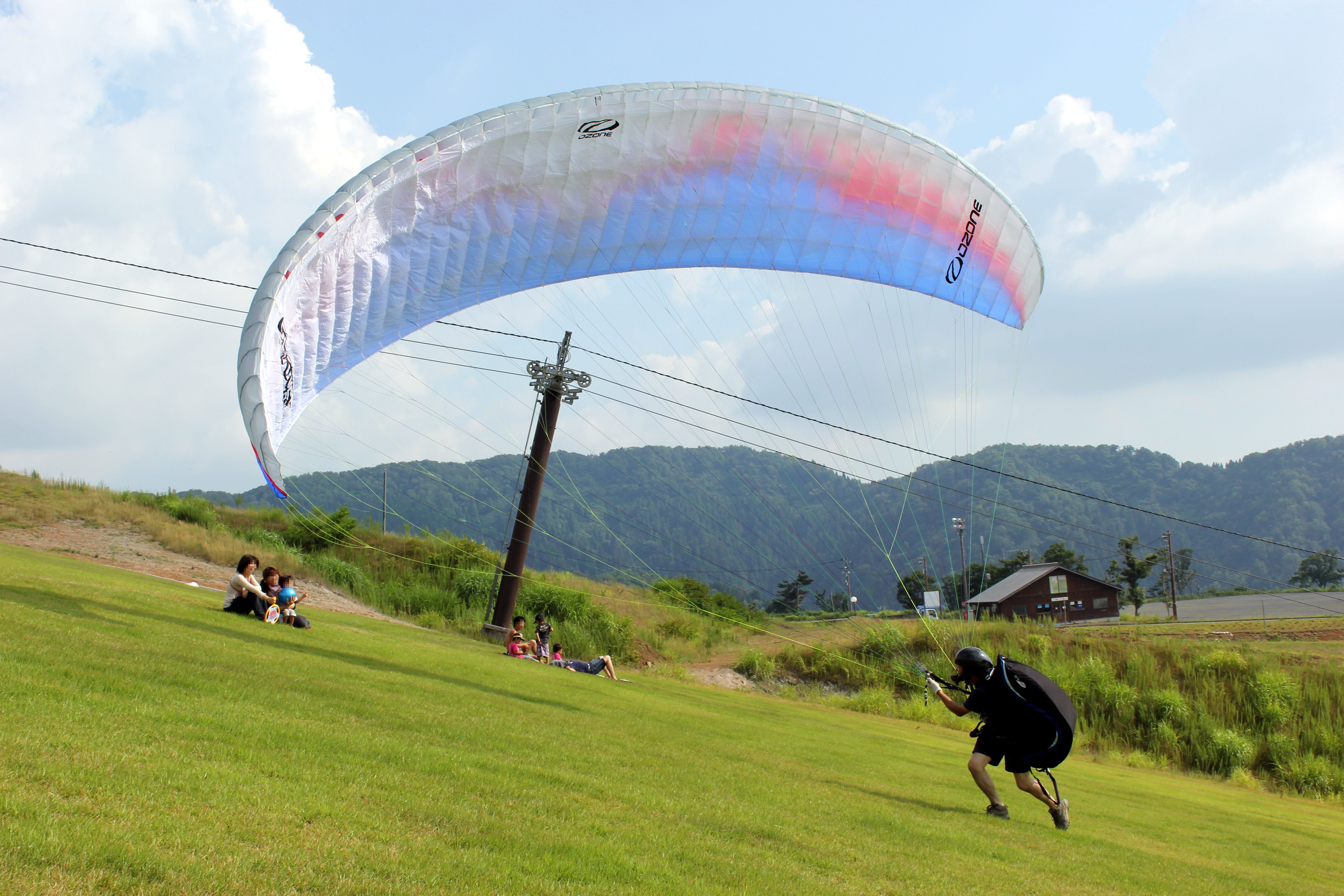
夏のスキージャム勝山ゲレンデにて
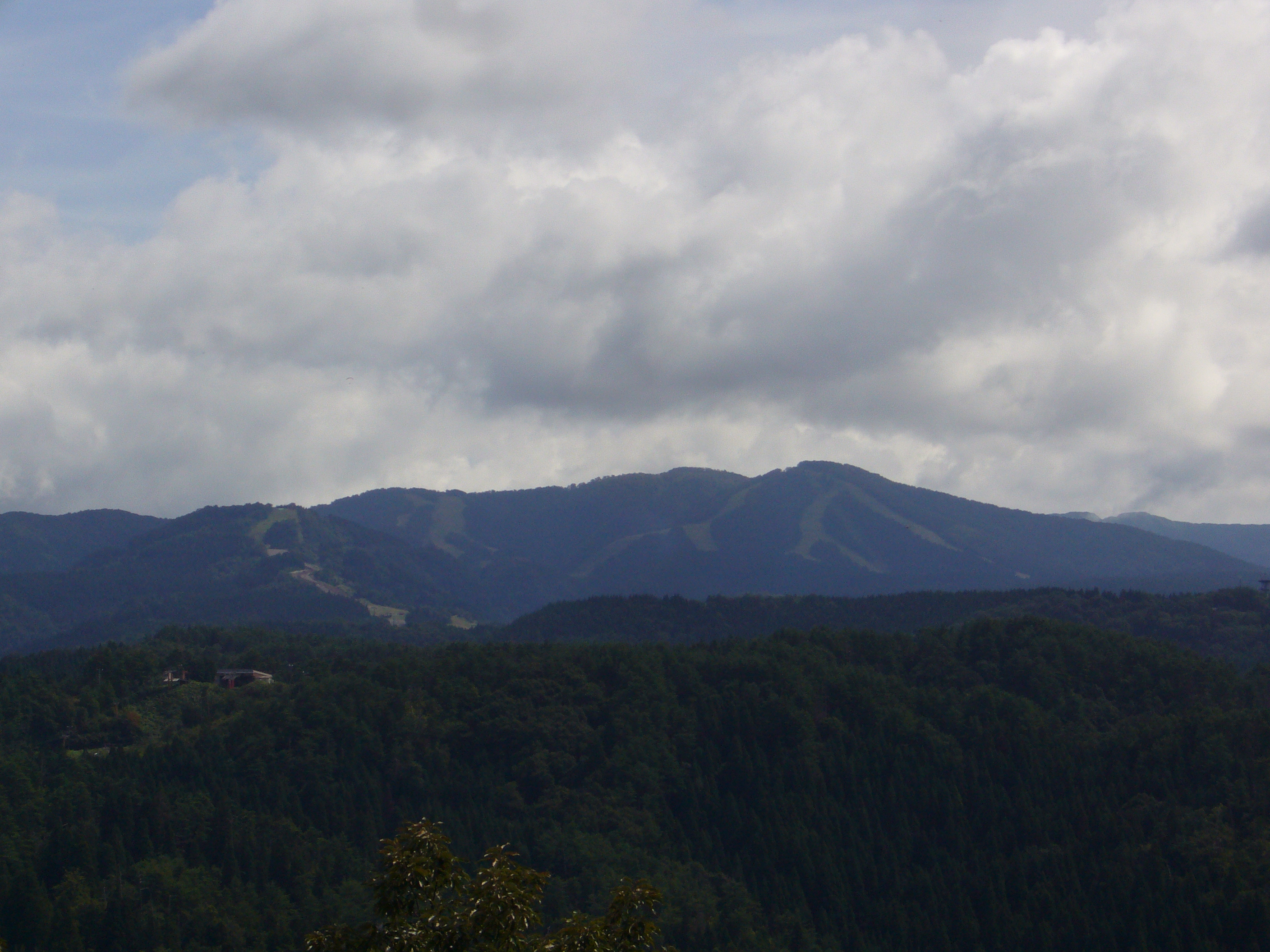
スキージャム勝山遠景

### イルミネーション
2018年から、スキージャム勝山ではスキーオフシーズンの夏季にイルミネーションを実施している。イルミネーションとしては北陸地方最大で、恐竜をテーマにした「ジオ・イルミネーション」の名称がつけられている。夜景評論家の丸々もとおが監修し、同年7月14日にオープンした。
イルミネーションのオープン後、来場者は1か月半で5万人を突破した。また、東急リゾートサービスが調査したところによると、来場者の内訳は半分が福井県内で、石川県と富山県が3割を占めた。このイルミネーションの効果もあり、2018年の来場者は前年比116.5%増の約31万7千人（推計）となった。

## 交通アクセス

### 自家用車
北陸自動車道 福井北JCTから中部縦貫自動車道を利用して勝山ICから約15分
スキー場へは行くには必ず無料開放された法恩寺山有料道路（元福井県道路公社管理）を通行しなければならない。スキー場入口の料金所では駐車料金（除雪協力金、冬季のみ）を払う。

### 公共交通機関
- えちぜん鉄道勝山駅および福井駅より直行バス（京福バスによる冬季のみの運行、福井駅発は事前予約制）
- 大阪・京都方面などからツアーバスも運行される。

## CMソング
スキージャム勝山のCMについては、公式YouTubeチャンネルも参照。
| 年        | 歌手名           | 曲名                       | 備考                                                    |
| --------- | ---------------- | -------------------------- | ------------------------------------------------------- |
| 2002-2003 | Sound Schedule   | ピーターパン・シンドローム |                                                         |
| 2003-2004 | eico             | カザハナ                   |                                                         |
| 2004-2005 | 斉藤和義         | 世界を白くぬれ！           | スキージャム勝山限定盤として2005年1月29日に発売された。 |
| 2005-2006 | セックスマシーン | サルでもわかるラブソング   |                                                         |
| 2005-2006 | 樽木栄一郎       | ツモリツモル               |                                                         |
| 2005-2006 | EeL vs ANALOG    | Home Sympathic(Charmant)!  |                                                         |
| 2005-2006 | Kofta            | no meaning to cry          |                                                         |
| 2005-2006 | green tea        | ラザニア                   |                                                         |
| 2006-2007 | 川嶋あい         | snow dream                 | ※本人出演                                               |
| 2008-2009 | 阿部真央         | MY BABY                    | [ 17 ]                                                  |
| 2009-2010 | 阿部真央         | give me your love          |                                                         |
| 2010-2011 | 阿部真央         | モットー。                 | [ 18 ]                                                  |
| 2012-2013 | 山崎あおい       | I LOVE YOU!!               | [ 19 ]                                                  |
| 2013-2014 | 山崎あおい       | 恋の予感                   | [ 20 ]                                                  |